# 공탁법
공탁법(供託法)은 법령의 규정에 의하여 행하는 공탁의 절차를 정함을 목적으로 한 법이다. 공탁이라 함은 유가증권 기타의 물품을 변제·담보·보관 등의 목적으로 공탁소에 임치하는 것이다.